# Omañón
Omañón es una localidad del municipio de Riello, en la comarca tradicional de Omaña en la provincia de León, Comunidad Autónoma de Castilla y León, España.

## Localización
Se encuentra situado en la carretera que une León con Villablino por Omaña (LE-493), entre Villanueva de Omaña y Aguasmestas, en el punto kilométrico 60. Está a una altitud de 1160 ms.

## Etimología
Algunas fuentes aseguran que proviene del latín homes manium, nombre dado por los romanos a las gentes de estas tierras por su rudeza y capacidad de supervivencia. Esta interpretación es dudosa, puesto que la expresión homus manium no es correcta en latín y no es consistente con otros
topónimos con las mismas raíces. Otros análisis etimológicos más rigurosos desde los
puntos de vista lingüístico e histórico, concluyen que el nombre de la
comarca proviene de aqua mania o de aqua magna —«agua grande», río grande—.